# 도요타 스타디움 (텍사스주)
도요타 스타디움(Toyota Stadium)은 미국의 20,500석의 수용인원을 갖춘 축구 전용 경기장이다. 2005년에 문을 연 이 시설에서 MLS에 참여하고 있는 축구 클럽 FC 댈러스가 스타디움을 홈 구장으로 사용하고 있다. 이전 명칭은 피자헛 파크(Pizza Hut Park)였다.